# متناسب تاجي
المتناسب التاجي (الأبرونيم) هو الاسم التاجي الذي يدل لفظه على معنى محتوى في الكلمات التي ركب منها.

## أمثلة

### إنجليزية
- BASIC من Beginners All Purposes Symbolic Instruction Code — لفظ basic له معنى مشترك مع beginner.
- الفتيات الخارقات من Will, Irma, Taranee, Cornelia, & Hay Lin — لفظ witch اسم شامل للأسماء التي ركب منها.
- جنو من Gnu's Not يونكس — لفظ GNU «جنو» أكرونيم حشوي يتضمن كلمة Gnu «نو».
- WIMP - weakly interacting massive particle
- MACHO - massive compact halo object
- ACHOO - Autosomal Dominant Compelling Helio-Ophthalmic Outburst syndrome